# Santander
Santander je historické město v severním Španělsku u Biskajského zálivu, hlavní město autonomního společenství a zároveň provincie Kantábrie. Jeho rozloha je zhruba 36 km² a přibližně 174 tisíc obyvatel. Je sídlem římskokaolické diecéze. V současnosti plní funkci zejména přístavu a turistické destinace. Prochází tudy severní trasa Svatojakubské cesty.

## Historie

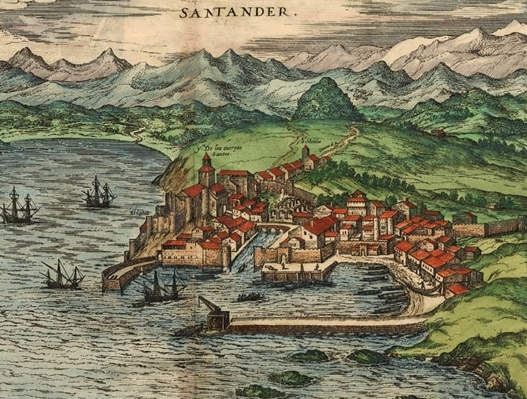
Santander kolem roku 1590, rytina Joris Hoefnagel

V období Římské říše byl založen přístav Portus Victoriae Iuliobrigensium. Název města je zkomoleninou jména římského legionáře a křesťanského mučedníka Emeteria (San Emeter), který byl spolu se svým bratrem Celedoniem umučen kolem roku 300. Později oblast osídlili Vizigóti. Za vlády krále Alfonse VIII. Kastilského přístav v Santanderu získal privilegia námořní i obchodní. V roce 1248 dostal také vlastní znak. Ve 13. století již existovala obě sídelní centra „staré město“ (s hradem a kolegiátní kapitulou při starším opatství, na místě katedrály) a „nové město“ s konventem sv. Františka a sv. Kláry. Město bohatlo především z námořního obchodu a v raném novověku patřilo k nejdůležitějším v Kastilii.
V letech 1881–1931 město patřilo k oblíbeným letoviskům španělského krále Alfonse XIII.
Město utrpělo dvě zásadní tragédieː V listopadu roku 1893 explodovalo 51 tun dynamitu na palubě lodi Cabo Machichaco v přístavu. 590 osob přišlo o život a stovky dalších o přístřeší, protože domy v přístavu byl zdemolovány. V roce 1941 město utrpělo válečným požárem, který vlivem silného větru zachvátil také historické centrum a jeho architektura zůstala v ruinách.

## Památky

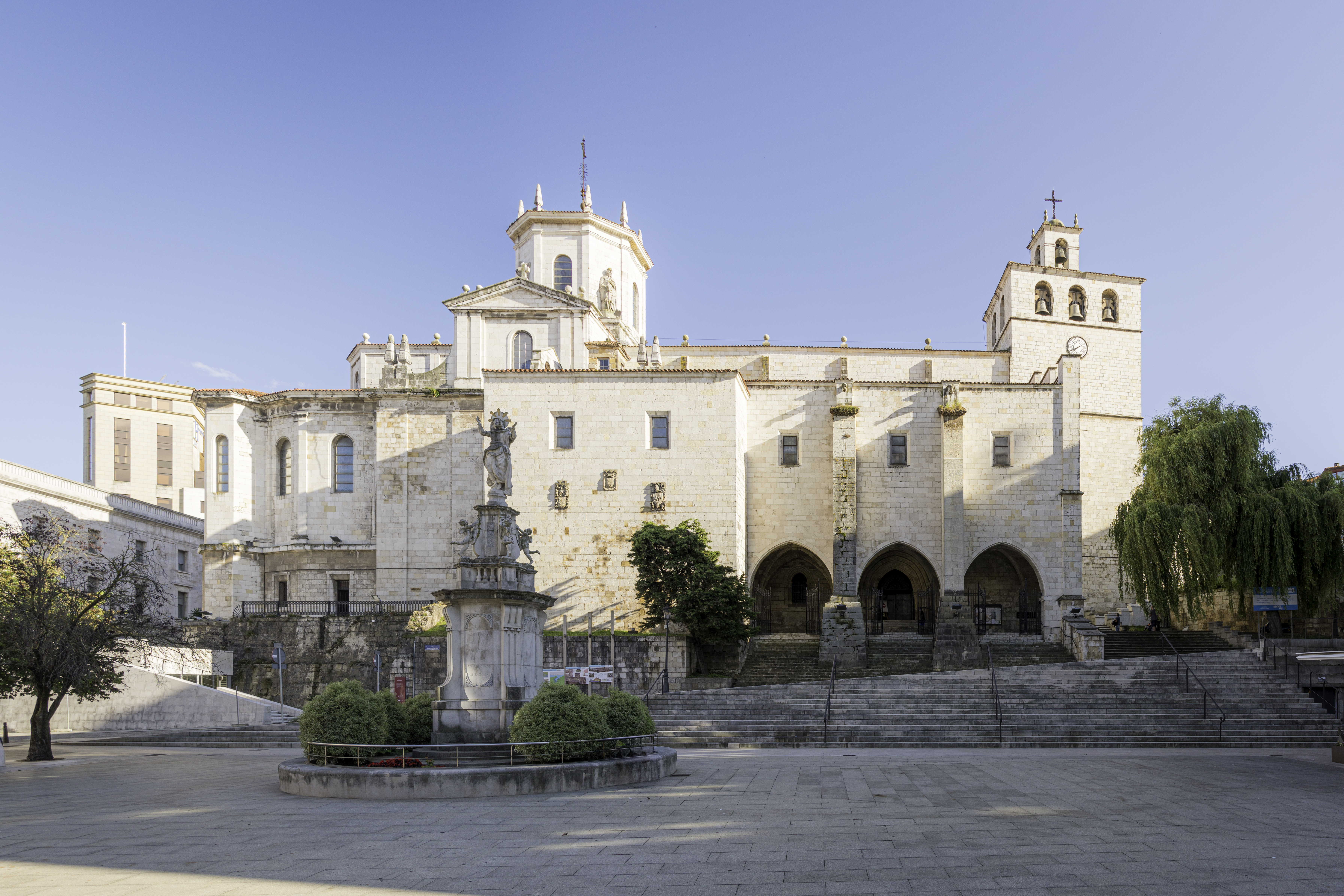
Katedrála

- Katedrála Nanebevzetí Panny Marie, současná stavba stojí na starších základech. Z přelomu 12./13. století se dochovala trojlodní románsko-gotická krypta, v níž jsou v relikviářích vystaveny ostatky patronů města, svatých Emeteria a Celedonia. Po požáru z roku 1941 z§ůstala stát holá stavba bez oken a vnitřního zařízení, po válce byla plně rekonstruována.
- Kostel Panny Marie v místní části Cueto, z kmenných bloků středověkého původu
- Radnice – novogotická stavba
- El Sardinero – nejstarší lázně a turistická čtvrť podél moře; první turisté přijížděli od roku 1850; proslavily je pobyty královny Isabelly ll. (1861) a krále Amadea I. (1872), poté následovala výstavba hotelů, hostinců a zábavních podniků.
- Palacio de la Magdalena – palác či zámek s věží v historizujícím stylu, dominanta na návrší poloostrova La Magdalena; byl postaven roku 1909 jako dar obyvatel města královské rodině Alfonse XIII.
- Palacete del Embarcadero – přístavní palác v eklektickém stylu; postaven počátkem 20. století jako terminál pro cestující.
- Palác Banco Santander – hlavní sídlo významné španělské a světové banky, symbol ekonomické prosperity města
- Mercado de la Esperanza – kamenná patrová tržnice z roku 1904
- Placa Porticada; náměstí se třemi veřejnými budovami v historizujícím stylu (sídlo regionální vlády Kantábrie); architektura je inspirovaná budovou celnice, která stávala na tomto místě do roku 1893.
- Pomník Pedra Velarde Y Santiliána (1779–1808) na náměstí Placa Porticada; bronzový pomník španělskému vojáku, který padl při obraně Madridu před Napoleonem; pomník z roku 1880
- El Faro de Cabo Mayor – historický maják na útesu ve velkém zálivu

### Okolí
- Nedaleko leží jeskyně Altamira s pravěkými nástěnnými malbami.

## Muzea
- Museo de Prehistoria y Arqueología de Cantabria (Muzeum pravěku a archeologie)
- Museo Marítimo del Cantábrico‎ (Námořní muzeum)
- Museo de Arte Moderno y Contemporáneo (Muzeum moderního a současného umění), založeno roku 1908, ze španělských malířů jsou zastoupeni mj. Francisco Goya a Pablo Picasso.

## Ostatní turistické cíle
- Písečné pláže, hotely, kasína a bary; náměstí Plaza de Cañadío.

## Kultura a školství
Centro Botin je multikulturním střediskem se sály konferenčním, výstavním a divadelním, jeho moderní architekturu navrhl Renzo Piano roku 1972.
Téhož roku byla v Santanderu založena univerzita Universidad de Cantabria, která má v současnosti pět fakult a několik institutů, také v jiných městech.

## Slavné osobnosti
- Severiano Ballesteros (1957–2011), golfista
- María Gutiérrez Blanchard (1881–1932), malířka kubismu
- Iván Bolado (* 1989), fotbalista
- Matilde Camus (1919–2012), básnířka
- Iván Helguera (* 1975), fotbalista
- Pedro Munitis (* 1975), fotbalista
- Eduardo Noriega (* 1973), herec
- Iván de la Peña (* 1976), fotbalista

## Galerie

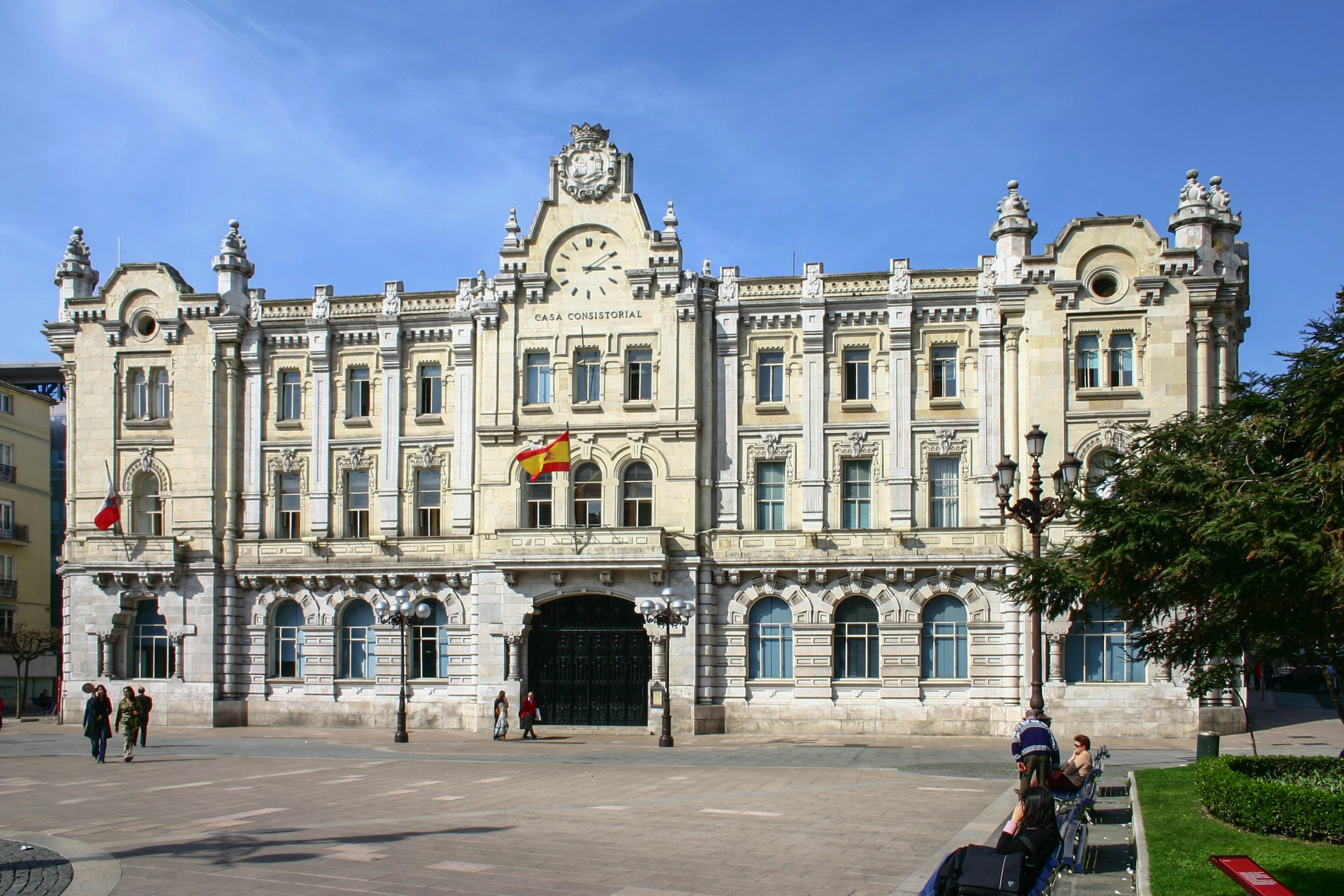
Radnice
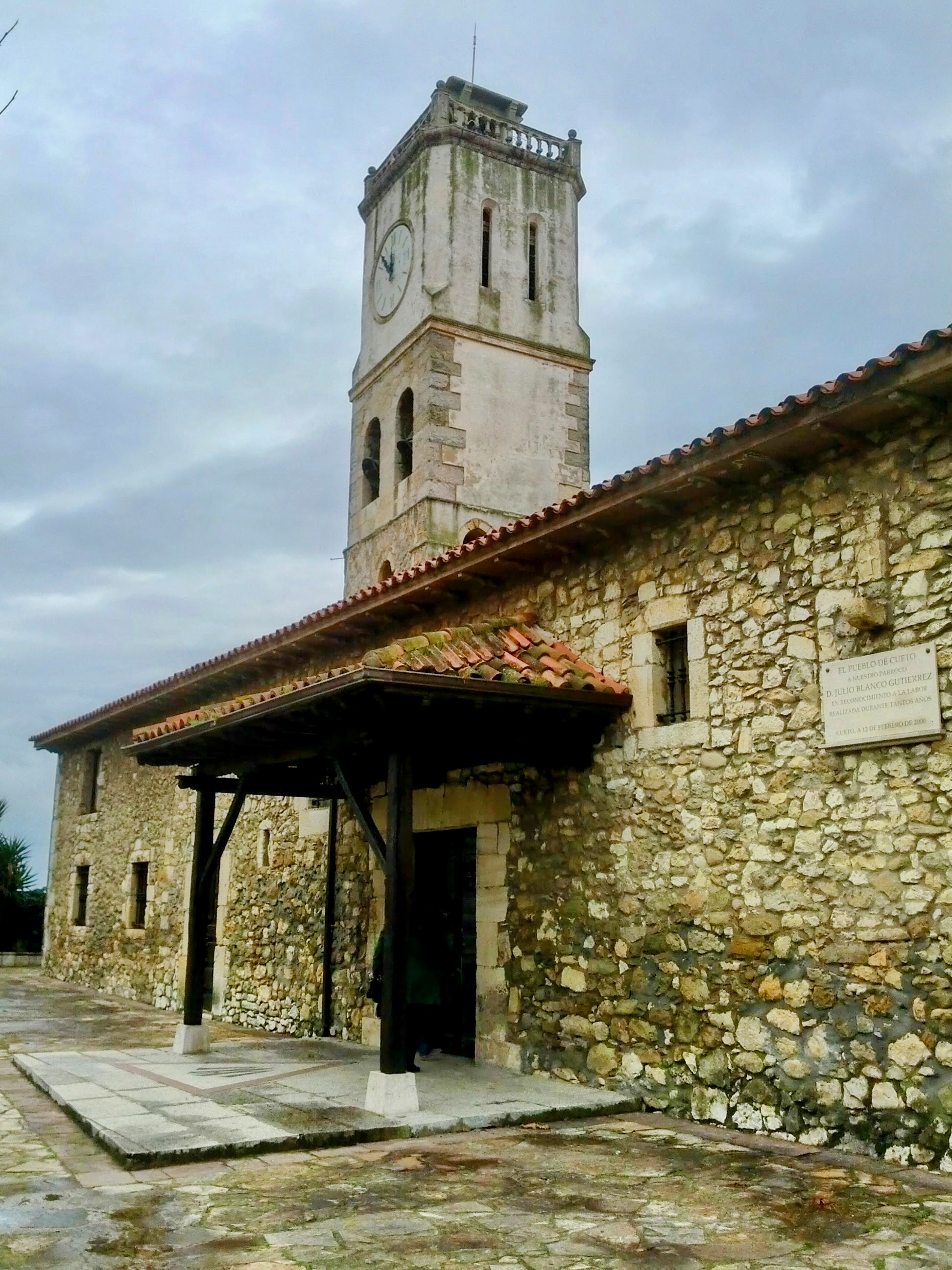
Kostel Panny Marie v Cuetu
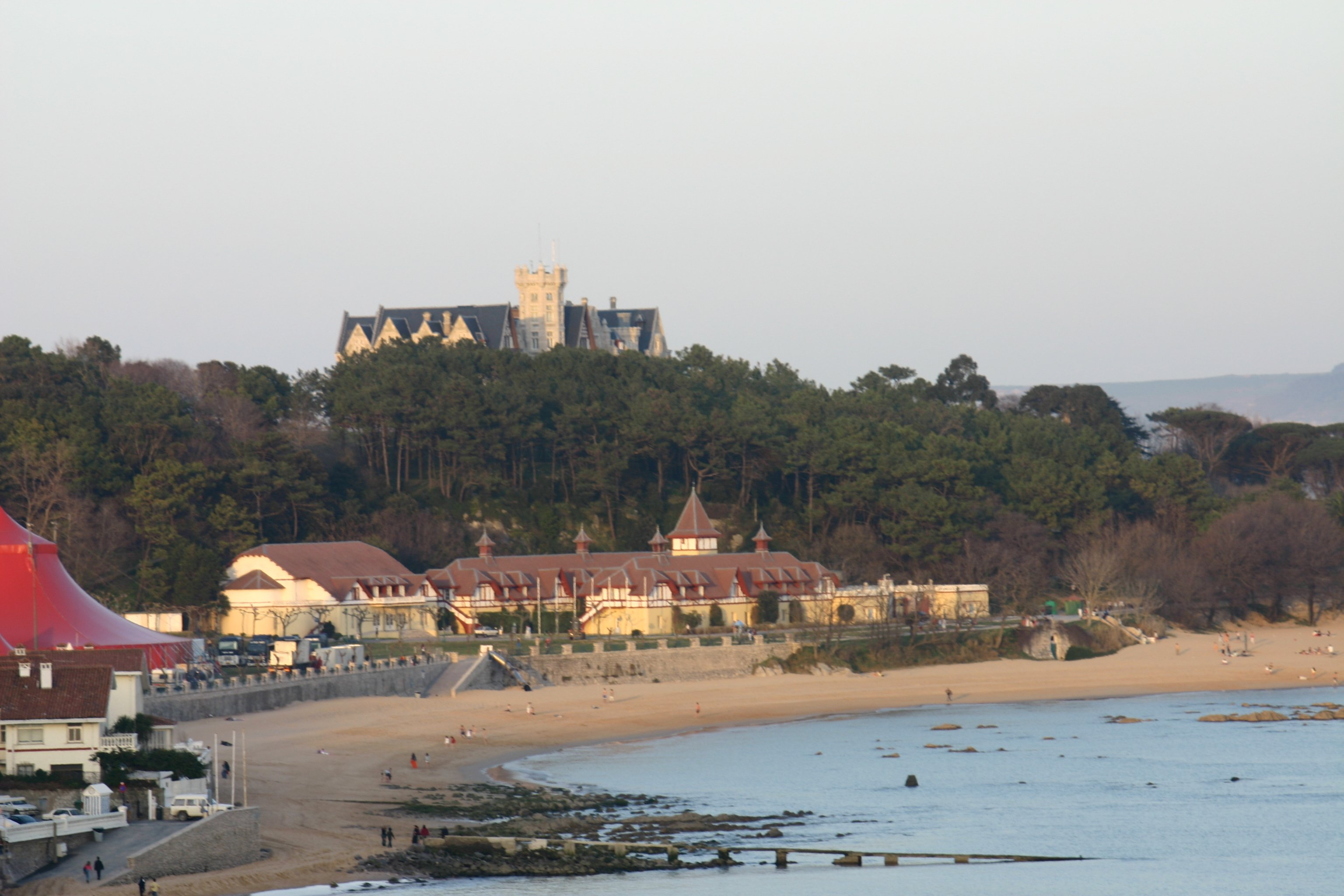
Poloostrov La Magdalena
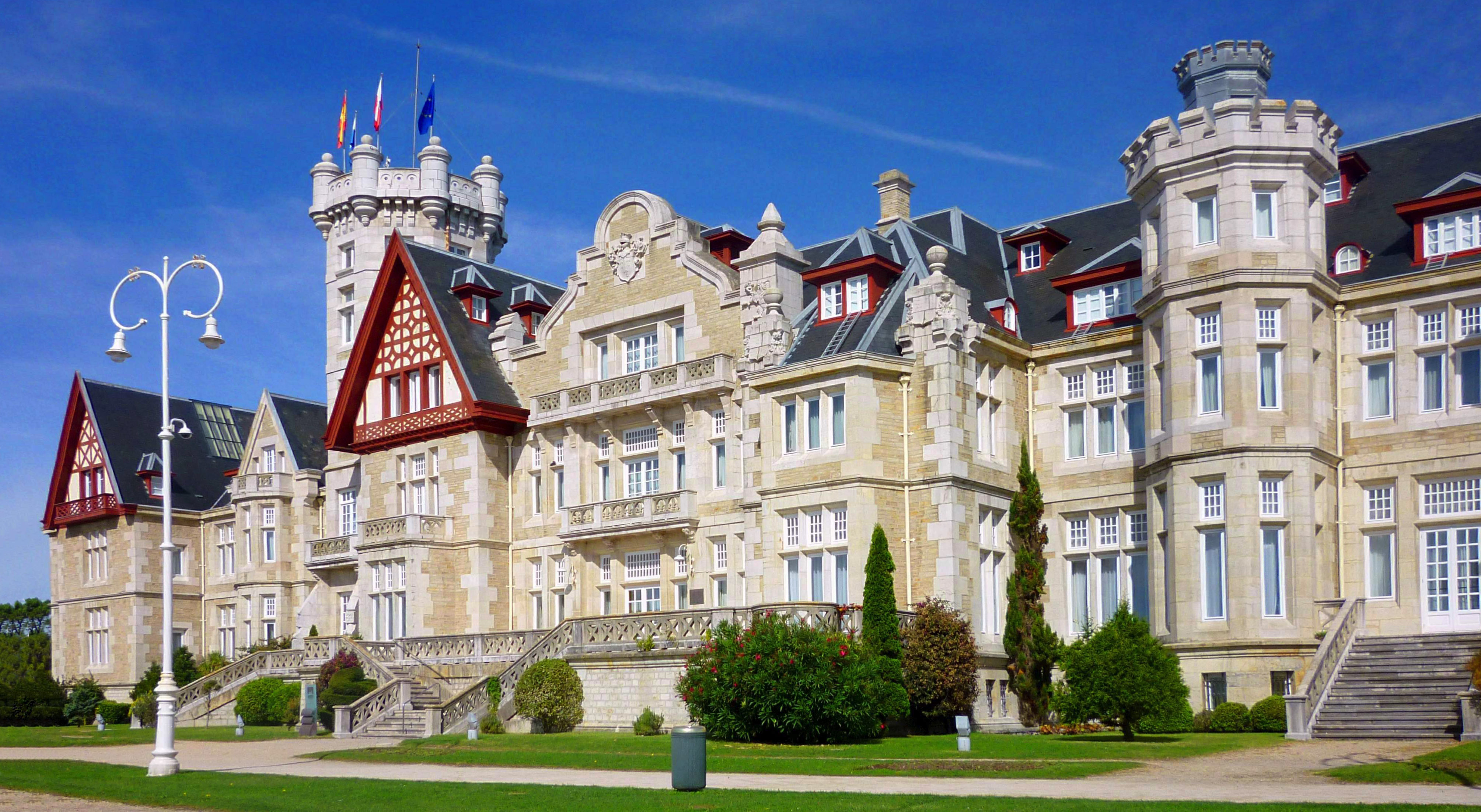
Palác La Magdalena
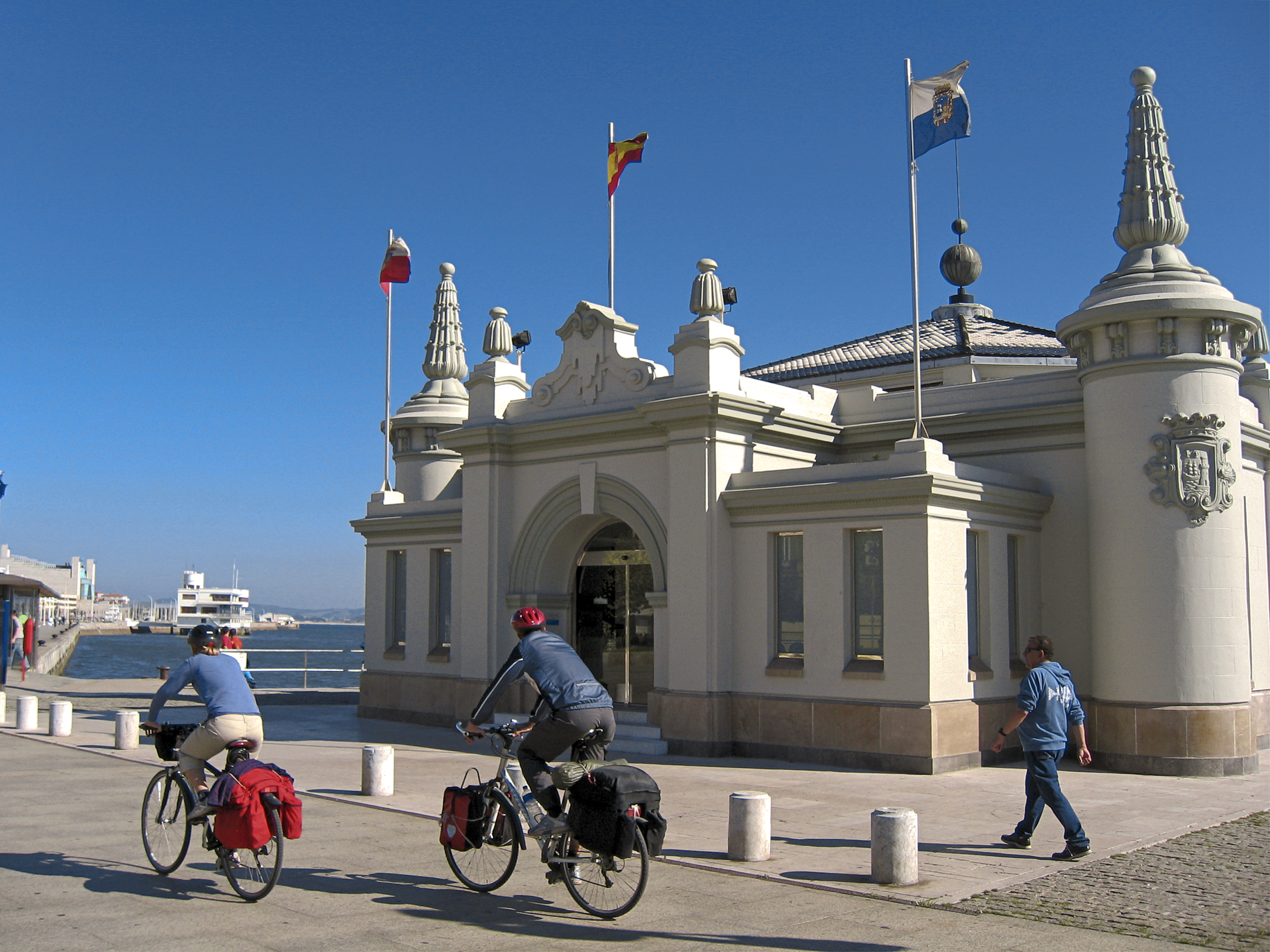
Palác v přístavu (terminál)
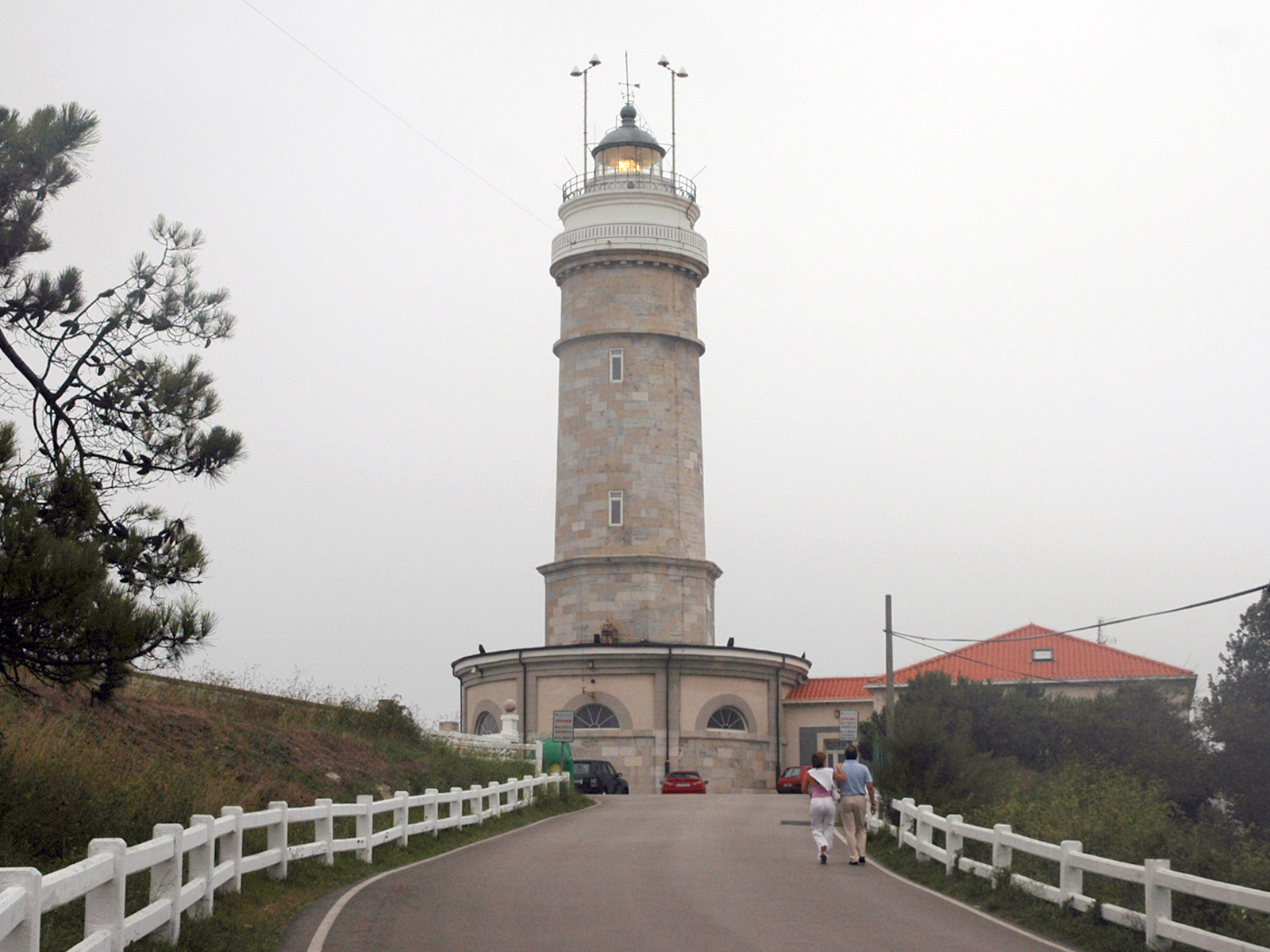
Maják Faro de Cabo Mayor
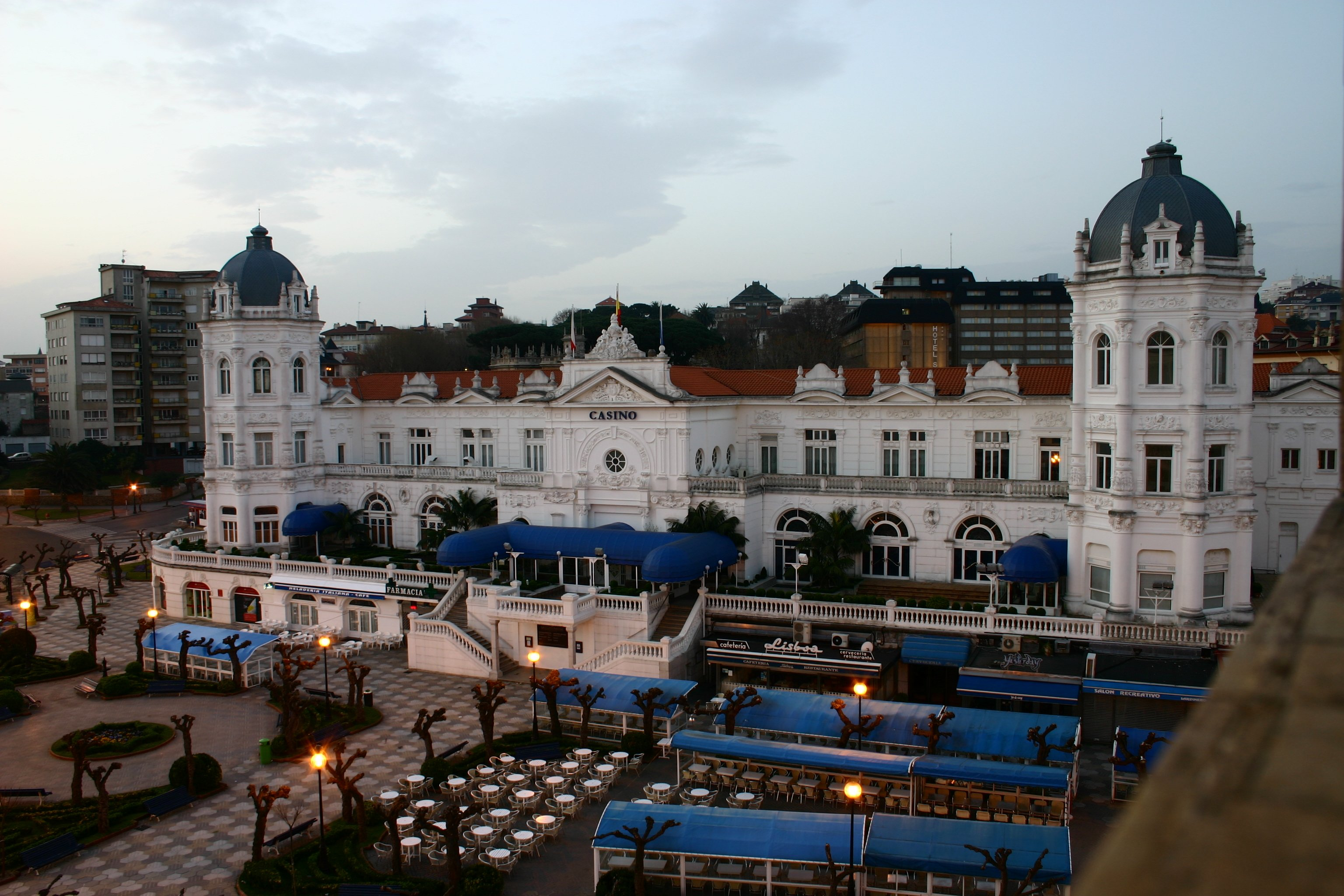
Gran Casino
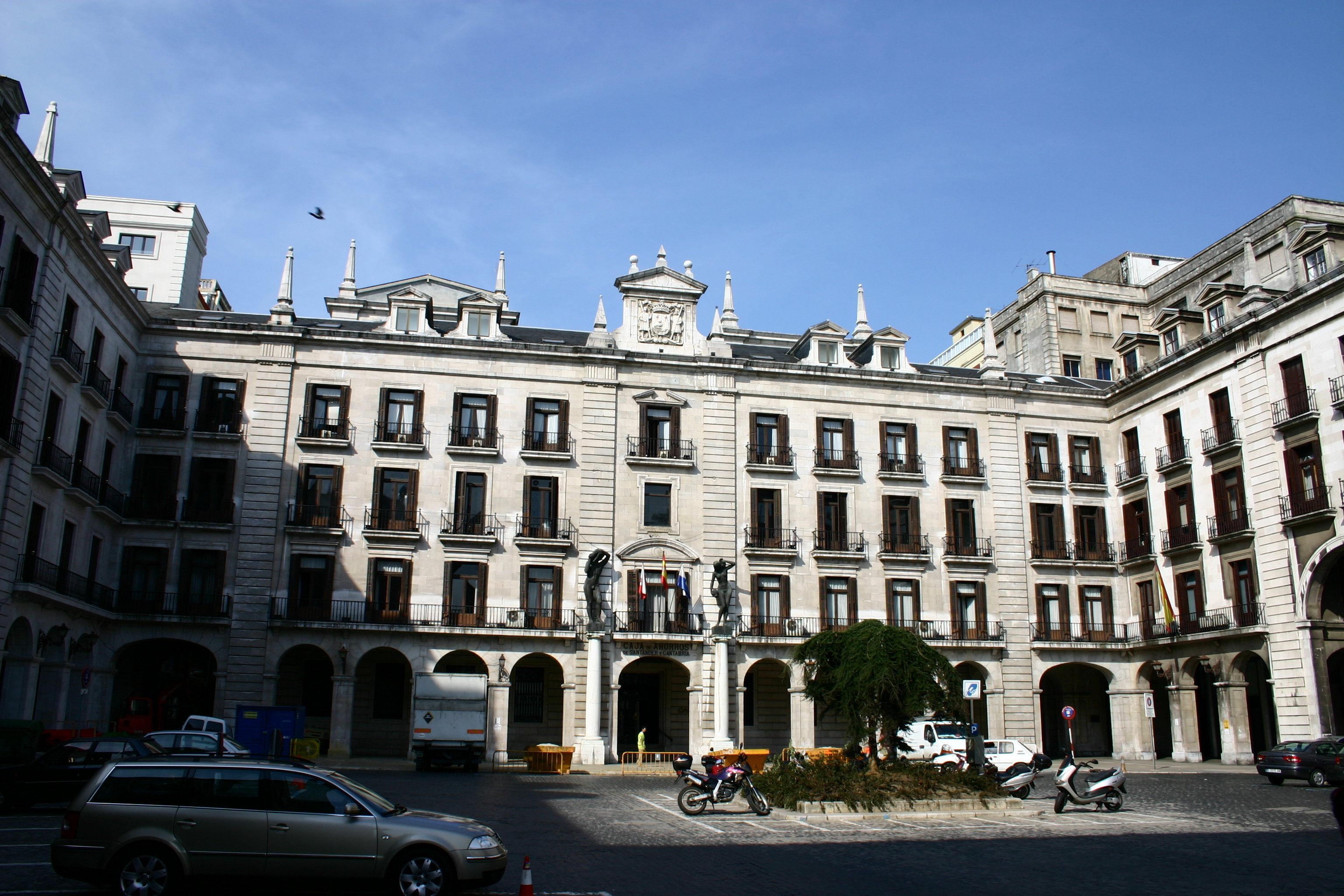
Náměstí Porticada
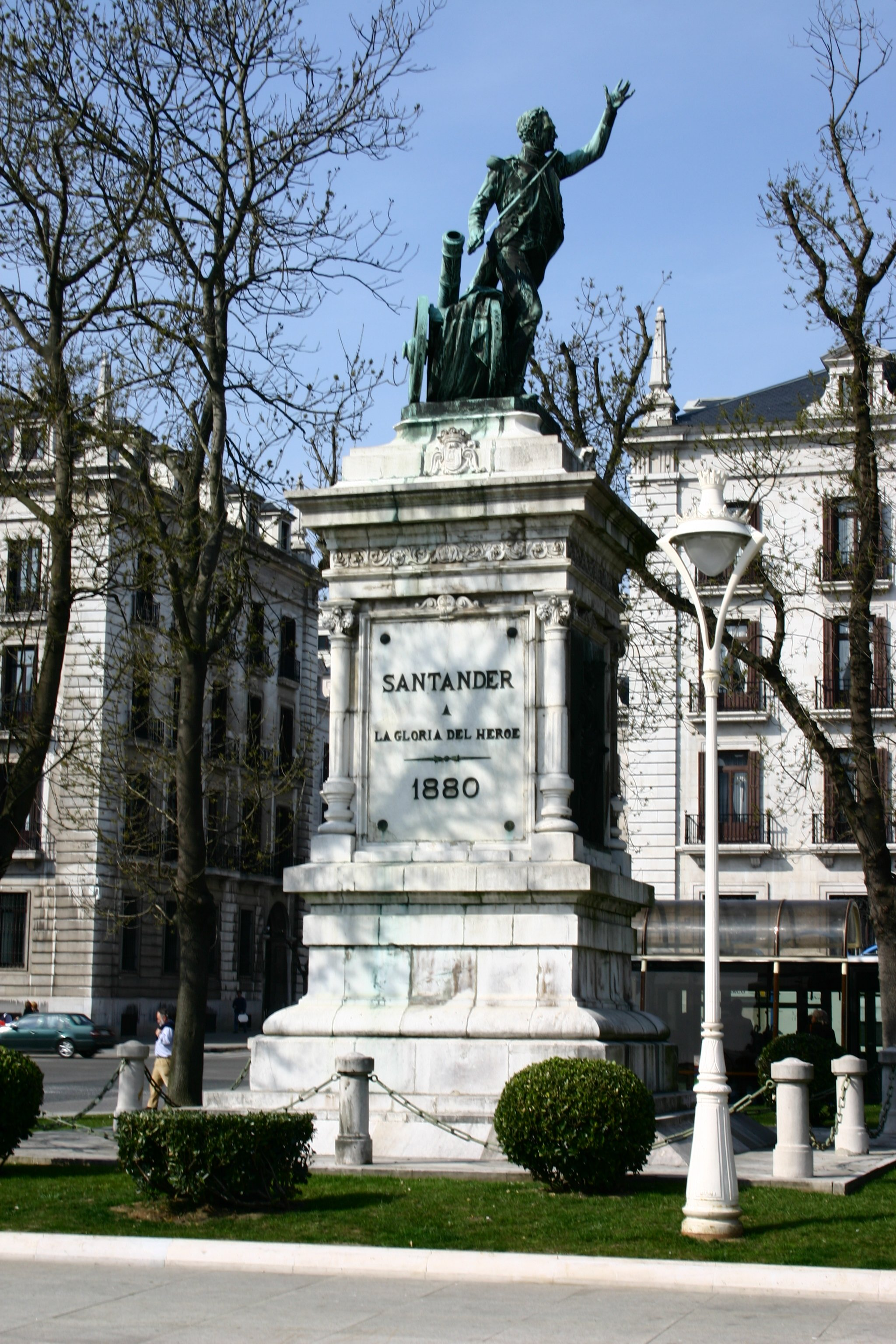
Pomník Pedra Velardeho
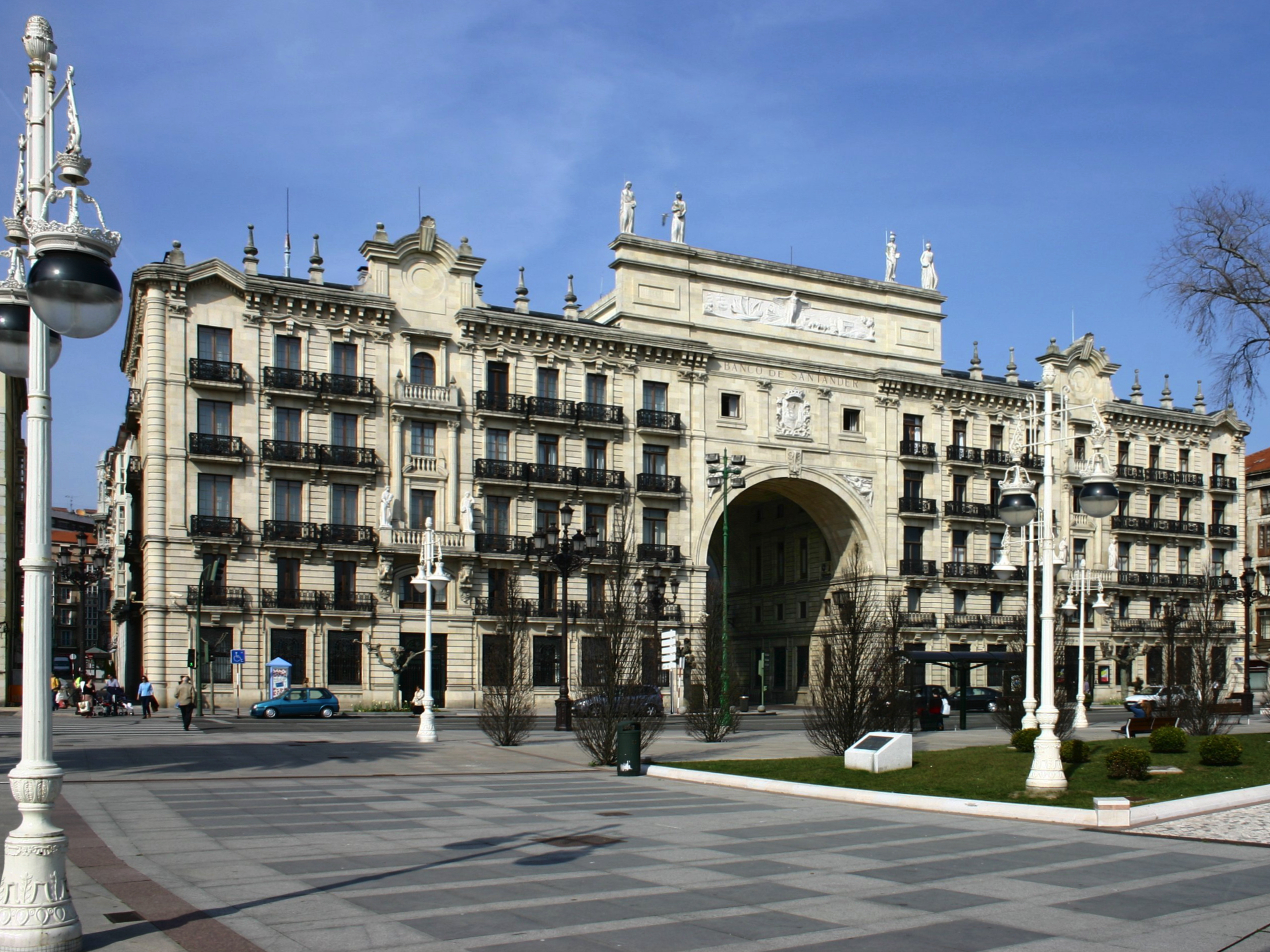
Banka Santander